# Casa consistorial de Huesca
La casa consistorial de Huesca es el edificio sede del Ayuntamiento de Huesca, España.

## Historia y características
La sede del consistorio está conformada por tres fábricas contiguas diferenciadas: la situada sobre la sede del concejo medieval (las Casas de la Ciudad) cuyos orígenes se remontan al siglo xv, el colegio de Santiago y una ampliación del siglo xxi. Sobre el edificio original medieval construido desde 1451, diversas actuaciones en el siglo xvi dieron lugar a la fábrica actual de la parte más antigua del consistorio. En el siglo xx se produjo un crecimiento del espacio ocupado por el ayuntamiento después de que el Estado cediera en 1976 al Ayuntamiento el colegio de Santiago que se remató con una ampliación posterior inaugurada en 2002.